# 山村暮鳥

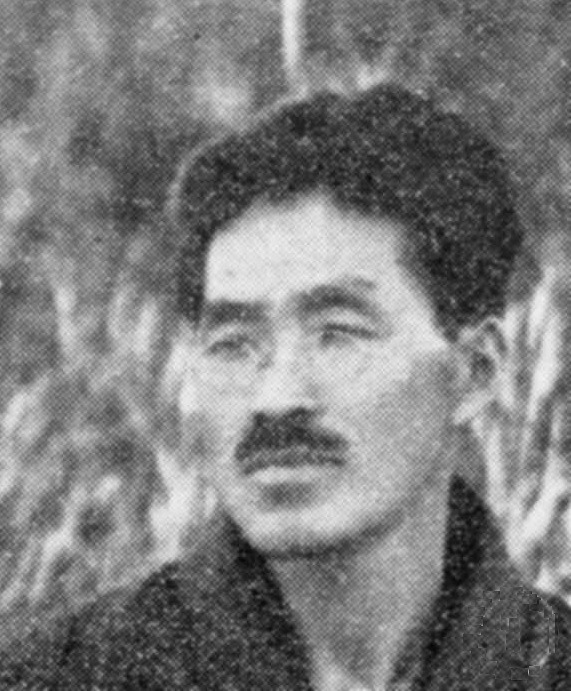
山村暮鳥

山村 暮鳥（やまむら ぼちょう、1884年（明治17年）1月10日 - 1924年（大正13年）12月8日）は、明治・大正期の日本の詩人、児童文学者である。本名、土田八九十（つちだ はくじゅう）、旧姓は志村。
自由詩社に入り詩壇に登場。情調的な象徴詩から前衛詩に転じ、晩年は平易な表現の人道主義的作風になった。詩集に『聖三稜玻璃』(1915年)、『風は草木にささやいた』(1918年)、『雲』(1925年)など。

## 生涯

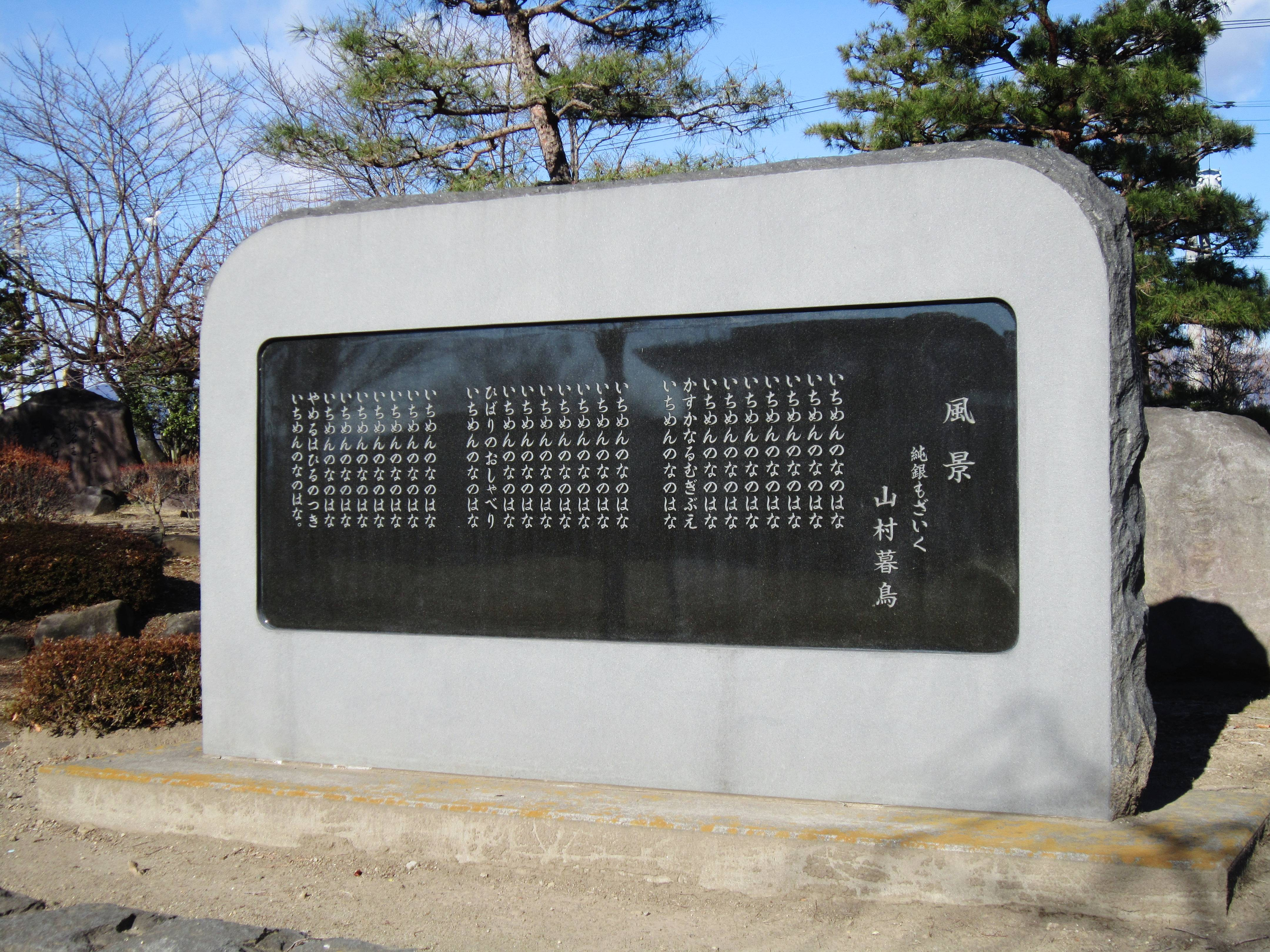
詩碑（群馬県高崎市、上毛野はにわの里公園内）

1884年1月10日、群馬県西群馬郡棟高村（現在の高崎市）に生まれる。父・木暮久七、母・志村シヤウの長男。父は、西群馬郡元総社村の農家・木暮巳之吉の二男で、暮鳥が生まれた当時まだ志村家に未入籍。母方の祖父・志村庄平の二男「志村八九十」（しむらはくじゅう）として、出生届け。弟妹にアサ、リウ、仁才、雪江、涼、百合子、明石。
1889年、父・久七が祖父・庄平との確執に耐えきれず千葉県佐原町に出奔、母もその後を追って志村家を出たので、八九十は叔父・木暮作衛に預けられる。後に父母が元総社村に戻り住むに及び、引き取られ、5月1日、父・久七の養子として入籍。貧困の中で少年期を過ごす。
1899年に堤ヶ岡尋常小学校（現在の高崎市立堤ヶ岡小学校）の代用教員となる。働きながら前橋の聖マッテア教会の英語夜学校に通い、受洗。
1902年、同教会の婦人宣教師ウォールの通訳兼秘書として青森に転任。
1903年、東京府築地の聖三一神学校（後の聖公会神学院）に入学。神学校では6年間過ごしたが、同じ時期を過ごした須貝止は親友でありライバルであった。神学校在学中より詩や短歌の創作をはじめ、前田林外らの雑誌「白百合」に木暮流星の筆名で短歌を発表。卒業後はキリスト教日本聖公会の伝道師として秋田、仙台、水戸などで布教活動に携わる。
1909年、人見東明から「静かな山村の夕暮れの空に飛んでいく鳥」という意味をこめて「山村暮鳥」の筆名をもらう。
1913年7月、萩原朔太郎、室生犀星と、詩、宗教、音楽の研究を目的とする「にんぎょ詩社」を設立。
1914年3月、同社の機関誌「卓上噴水」創刊。
1913年12月、教会の信者や知人達を中心に「新詩研究会」を結成。機関誌「風景」には萩原朔太郎、室生犀星の他、三木露風らが参加。
1919年、結核のため伝道師を休職。
1924年12月8日、肺結核に悪性腸結核を併発し、茨城県東茨城郡大洗町の借家「鬼坊裏別荘」で死去、40歳。
自然のあらゆるものに神を見いだす彼独特の神学は、しばしば熱狂的な信徒を怒らせ、異端として追放された事も数多くあったという。
萩原朔太郎は「彼自身の見たる如き、ちがつた意味での基督教を信じてゐたにちがひない」と、追悼文『山村暮鳥のこと』で述べている。

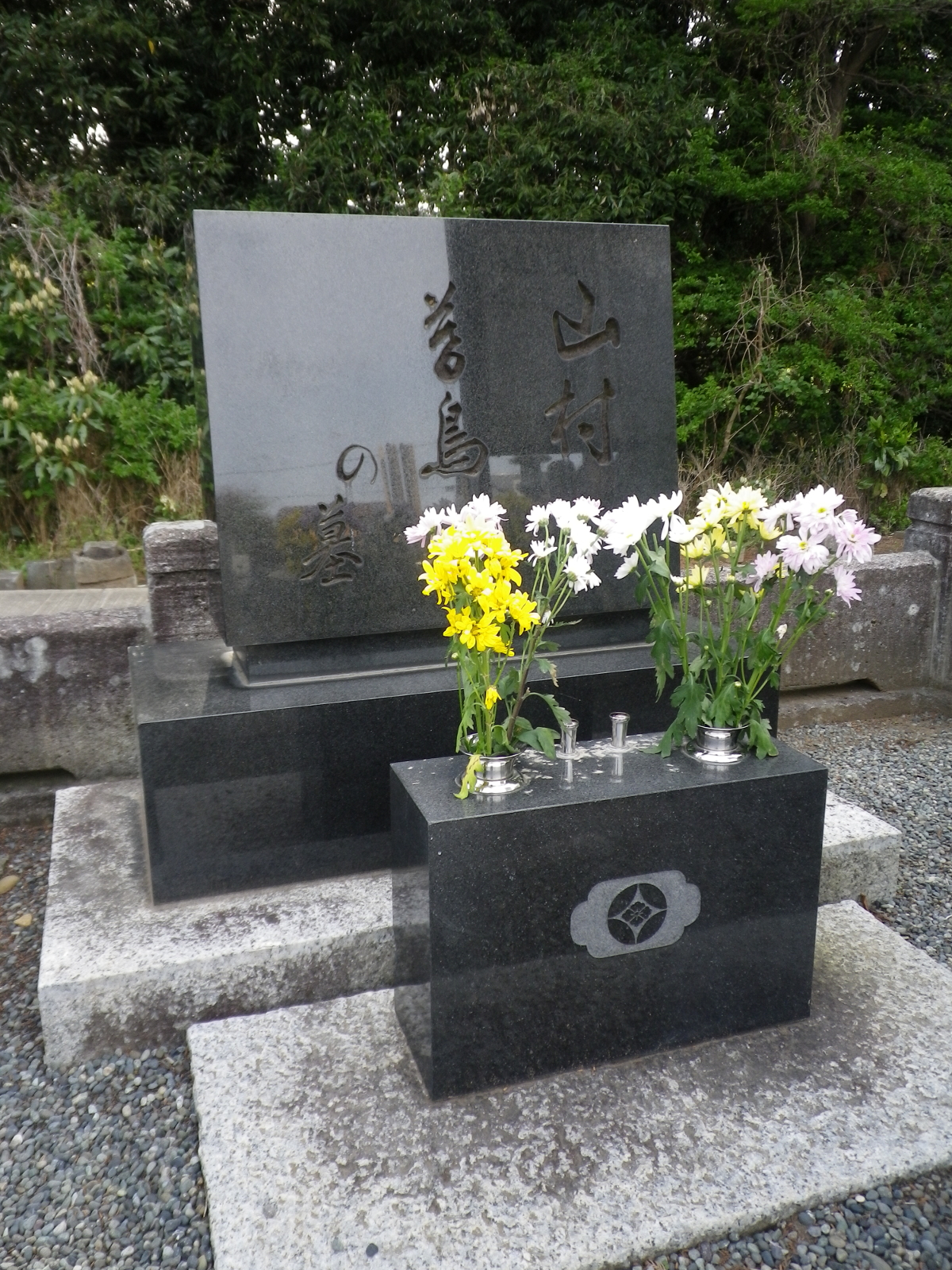
山村暮鳥の墓

## 著書

### 詩集
- 「三人の処女」1913年刊行
- 「聖三稜玻璃」1915年刊行 NDL
- 「風は草木にささやいた」1918年刊行
- 「梢の巣にて」1922年刊行
- 「雲」1925年刊行（生前に入稿し、死後に出版）

### 童謡・童話
- 童話集「ちるちる・みちる」1920年刊行
- 「鉄の靴」1922年刊行
- 「萬物の世界」1922年刊行
- 「よしきり」1925年刊行
- 「聖フランシス」

### 随筆
- 「小さな穀倉より」1917年刊行

### 小説
- 「十字架」1922年刊行

### 翻訳
- 「ドストイヱーフスキイ翻訳集」1918年刊行

## 教科書
山村暮鳥の書いた、「春の河」は、2023年(令和5年)度光村国語教科書に掲載された。